# 池敏赫
池敏赫（韓語：지민혁，2001年9月23日—），韓國男演員。

## 影視作品

### 劇集
| 年份 | 播放平台 | 劇名                        | 角色     | 備註  |
| 2017 | tvN      | 《犯罪心理》                | 少年犯   | [ 2 ] |
| 2017 | KBS2     | 《魔女的法庭》              | 呂鎮旭   | 少年  |
| 2017 | tvN      | 《卞赫的愛情》              | 卞赫     | 少年  |
| 2017 | tvN      | 《機智牢房生活》            | 姜建友   |       |
| 2017 | JTBC     | 《韓汝凜的回憶》            | 崔賢鎮   | 少年  |
| 2018 | SBS      | 《Return》                  | 徐俊熙   | 少年  |
| 2018 | MBC      | 《偉大的誘惑者》            | 權時賢   | 少年  |
| 2018 | XtvN     | 《復仇筆記 2》              | 徐載一   |       |
| 2018 | tvN      | 《百日的郎君》              | 楈原大君 | 配角  |
| 2019 | Naver TV | 《不是機器人》              | 安道英   | 主演  |
| 2020 | tvN      | 《機智醫生生活》            | 燦亨父親 | 客串  |
| 2020 | Wavve    | 《五十的一半》              | 柳河泰   | 主演  |
| 2021 | tvN      | 《O'PENing-Mint Condition》 | 李文世   | 主演  |
| 2023 | TVING    | 《放學後戰爭活動》          | 趙英信   | 主演  |

### 電影
| 年份 | 片名                   | 角色   | 性質 | 備註   |
| 2018 | 《回來吧，釜山港之愛》 | 金泰成 | 少年 | 出道作 |
| 2022 | 《散佈者們》           | 林成民 | 配角 | [ 14 ] |

### 綜藝節目
| 年份 | 電視台 | 節目名稱                 | 備註 |
| 2017 | EBS    | 實境綜藝節目《놀자 GO!》 | 主MC |

## 外部連結
- 官方网站
- 池敏赫的Instagram帳戶
- 池敏赫在NAVER上的资料
- 池敏赫在Daum上的资料
- 池敏赫在韩国电影数据库（KMDb）上的資料（韓語）
- 池敏赫在互联网电影资料库（IMDb）上的資料（英文）
- 池敏赫在HanCinema的頁面（英文）